# Echo Investment

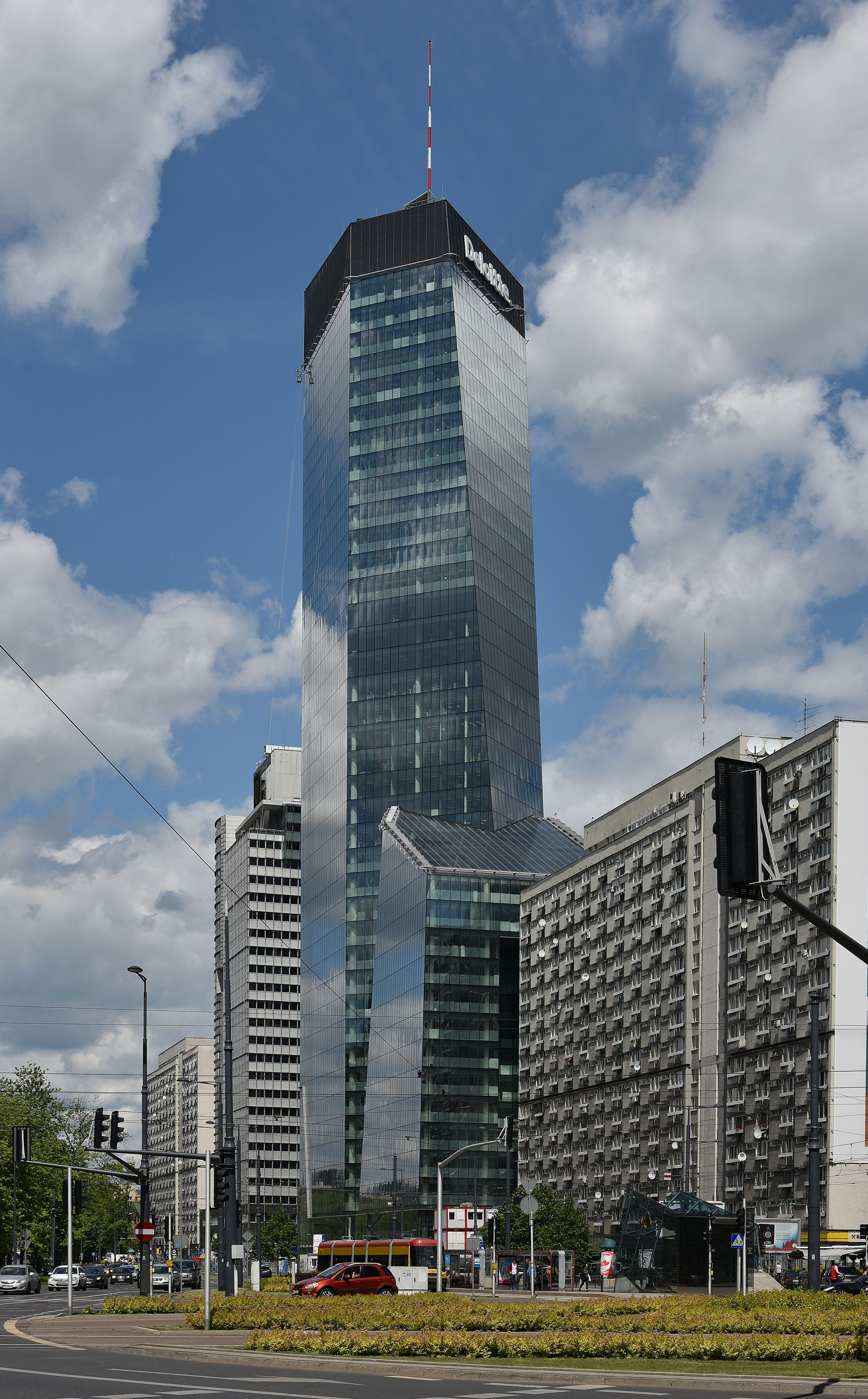
Der im Jahr 2016 fertiggestellte, 195 Meter hohe Q22 im Warschauer Innenstadtdistrikt

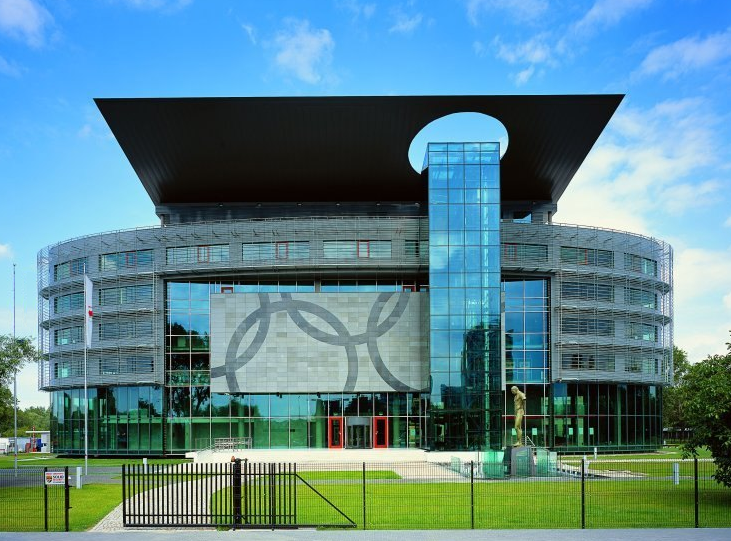
Das von Echo Investment im Jahr 2004 fertiggestellte Olympische Zentrum in Warschau

Echo Investment S.A. ist einer der größten polnischen Bauträger. Das Unternehmen mit Sitz in Kielce errichtet Wohnanlagen, Büroimmobilien und Einkaufszentren. Die 1994 gegründete Echo Investment ist seit 1996 an der Warschauer Börse notiert. Seit der Gründung wurden in ganz Polen rund 150 Objekte realisiert. Zur Maximierung des Kapitalumlauf bemüht sich das Unternehmen stets um einen schnellen Verkauf seiner Immobilien – meist bereits während (Wohnungsverkauf) oder kurz nach Fertigstellung (bei gewerblichen Immobilien). Der Hauptaktionär von Echo Investment ist seit dem Jahr 2015 der Immobilieninvestor Griffin Real Estate. Weitere internationale Investoren in der Echo Investment-Gruppe sind Redefine, Oaktree Capital Management und Pimco.
Zu den Investments des Unternehmens gehörten die Hochhäuser Babka Tower und Q22 in Warschau sowie Hotelgebäude für Ketten wie Campanile, Ibis, Kyriad Prestige, Novotel, Premiere Class, Qubus in Gliwice, Kraków, Łódź, Poznań, Szczecin, Warschau oder Zabrze.